# Квазиконтракт
Квазиконтракт — несуществующий, но признающийся судом как существующий договор, когда обязательства, возникающие при отсутствии между сторонами контракта, по своему характеру и содержанию сходны с обязательствами, возникающими из контрактов, которые, согласно закону, должны были быть заключены. Другими словами, спорные вопросы об условиях и границах ответственности сторон, разрешаются аналогично тому, как они решаются применительно к соответствующим контрактам. 
В римском праве, квазиконтракт (лат. quasicontractus) — действие, не относящееся к договору, но порождающее последствия, сходные с договорными. В квазиконтрактах были налицо фактическое основание договора и сознание необходимости защиты отношения, возникшего в силу этого основания, но не было налицо основного условия контракта — соглашения.
Первый вид квазиконтрактов — ведение чужих дел (или вообще забота о чужом деле) без поручения (лат. Negotiorum gestio), когда одно лицо (лат. gestor) вело дело другого лица (лат. dominus), управляло его имуществом и т.п., не имея на то поручения от этого другого лица. Например, сосед ухаживает за садом, животными отсутствующего хозяина (уехавшего по срочному делу, внезапно заболевшего и пр.). Хозяин был обязан возместить гестору понесённые им издержки, но на какое-либо вознаграждение гестор права не имел.
В современном российском праве также предусматривается, что необходимые расходы и иной реальный ущерб, понесённые лицом, действовавшим в чужом интересе без поручения, подлежат возмещению заинтересованным лицом (статья 984 ГК РФ). Кроме того, лицо, действия которого в чужом интересе привели к положительному для заинтересованного лица результату, имеет право на получение вознаграждения, если такое право предусмотрено законом, соглашением с заинтересованным лицом или обычаями делового оборота (статья 985 ГК РФ).
Второй вид квазиконтрактов — ошибочный платеж несуществующего долга, предоставление другому лицу денег, имущества с определенной целью, которая не осуществилась и т. п.. Такие факты вели к неосновательному обогащению. В этих случаях защита потерпевшего производилась с помощью кондикционного иска.